# Tomas Locatelli
Tomas Locatelli (* 9. červen 1976, Bergamo, Itálie) je italský fotbalista, záložník.

## Statistika
| Klub             | Sezóna  | Liga   | Liga | Pohár  | Pohár | LM či EL | LM či EL | celkem | celkem |
| Klub             | Sezóna  | zápasy | Goly | zápasy | Goly  | zápasy   | Goly     | zápasy | Goly   |
| ---------------- | ------- | ------ | ---- | ------ | ----- | -------- | -------- | ------ | ------ |
| Atalanta Bergamo | 1993/94 | 4      | 0    | ?      | ?     | ?        | ?        | ?      | ?      |
| Atalanta Bergamo | 1994/95 | 29     | 1    | ?      | ?     | ?        | ?        | ?      | ?      |
| AC Milan         | 1995/96 | 5      | 0    | 2      | 0     | 2        | 0        | 9      | 0      |
| AC Milan         | 1996/97 | 5      | 0    | 3      | 1     | 3        | 1        | 11     | 2      |
| Udinese Calcio   | 1996/97 | 12     | 0    | ?      | ?     | ?        | ?        | ?      | ?      |
| Udinese Calcio   | 1997/98 | 28     | 3    | ?      | ?     | ?        | ?        | ?      | ?      |
| Udinese Calcio   | 1998/99 | 30     | 2    | ?      | ?     | ?        | ?        | ?      | ?      |
| Udinese Calcio   | 1999/00 | 23     | 2    | ?      | ?     | ?        | ?        | ?      | ?      |
| FC Bologna       | 2000/01 | 30     | 5    | ?      | ?     | ?        | ?        | ?      | ?      |
| FC Bologna       | 2001/02 | 2      | 0    | ?      | ?     | ?        | ?        | ?      | ?      |
| FC Bologna       | 2002/03 | 26     | 5    | ?      | ?     | ?        | ?        | ?      | ?      |
| FC Bologna       | 2003/04 | 21     | 4    | ?      | ?     | ?        | ?        | ?      | ?      |
| FC Bologna       | 2004/05 | 32     | 3    | ?      | ?     | ?        | ?        | ?      | ?      |
| AC Siena         | 2005/06 | 28     | 6    | ?      | ?     | ?        | ?        | ?      | ?      |
| AC Siena         | 2006/07 | 23     | 0    | ?      | ?     | ?        | ?        | ?      | ?      |
| AC Siena         | 2007/08 | 30     | 3    | ?      | ?     | ?        | ?        | ?      | ?      |
| Mantova FC       | 2008/09 | 20     | 3    | ?      | ?     | ?        | ?        | ?      | ?      |
| Mantova FC       | 2009/10 | 32     | 4    | ?      | ?     | ?        | ?        | ?      | ?      |
| SPAL             | 2010/11 | 10     | 0    | ?      | ?     | ?        | ?        | ?      | ?      |
| Arezzo           | 2012    | 5      | 0    | ?      | ?     | ?        | ?        | ?      | ?      |
| Arezzo           | Celkově | 395    | 41   | ?      | ?     | ?        | ?        | ?      | ?      |

## Úspěchy

### Klubové
- - 1× vítěz italské ligy (1995/96)